# Maria Dorotea di Württemberg
Maria Dorotea Luisa Guglielmina Carolina di Württemberg (Pokój, 1º novembre 1797 – Budapest, 30 marzo 1855) fu arciduchessa d'Austria e per matrimonio.

## Biografia

### Infanzia

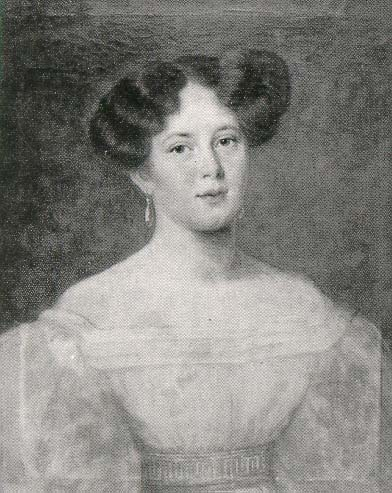
Maria Dorotea in giovane età

Maria Dorotea era la figlia maggiore di Ludovico di Württemberg, e della sua seconda moglie, Enrichetta di Nassau-Weilburg. I suoi nonni paterni erano il duca Federico II Eugenio di Württemberg e la principessa Federica Dorotea di Brandeburgo-Schwedt e i suoi nonni materni erano il principe Carlo Cristiano di Nassau-Weilburg e la principessa Carolina d'Orange-Nassau. 
La principessa ricevette un'educazione e un'istruzione selezionata e completa. Allieva eccezionalmente dotata, imparò le lingue bibliche tanto da poter leggere l'Antico Testamento in ebraico e il Nuovo Testamento in greco antico. Si dice che Maria Dorotea avesse un notevole interesse teologico, la sua pietà, influenzata dalla madre, ricevette importanti impulsi dalla Chiesa morava. Maria Dorotea, a quanto pare, gradiva le visite di importanti studiosi umanistici e teologi in casa dei suoi genitori e seguiva con attenzione le loro lezioni e le discussioni che ne derivavano. Il padre del pietismo svevo, Johann Albrecht Bengel, avrebbe plasmato la sua immagine religiosa per tutta la vita. 
La giovane principessa aveva anche mostrato un grande talento musicale. Questo fu promosso e plasmato dal compositore Carl Maria von Weber, che il duca Ludovico aveva assunto come segretario privato e tutore. Prima del suo matrimonio, era già diventata una donna altamente istruita arricchendo le sue conoscenze leggendo in inglese e francese.

## Matrimonio

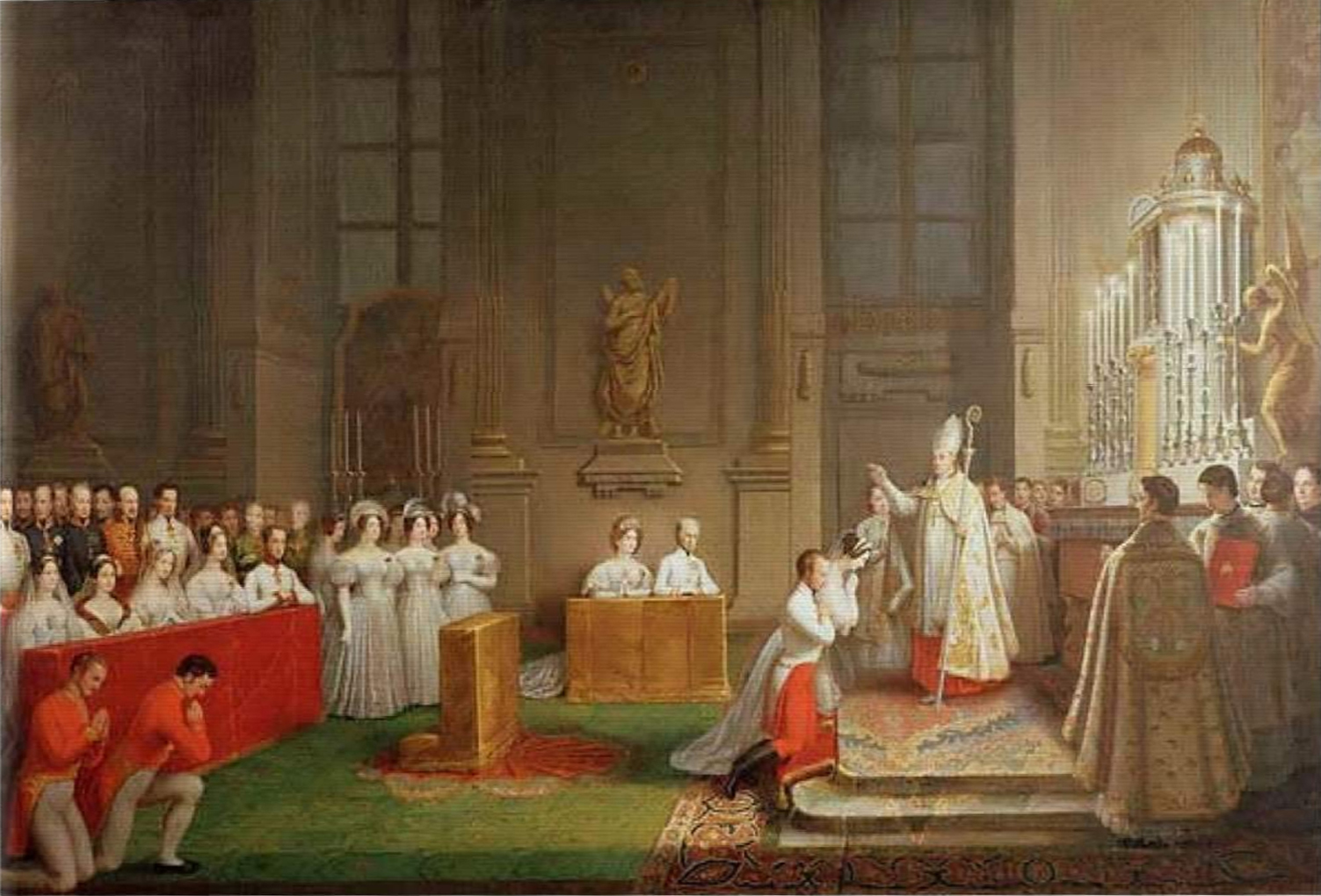
Il matrimonio tra Giuseppe d'Asburgo-Lorena e Maria Dorotea

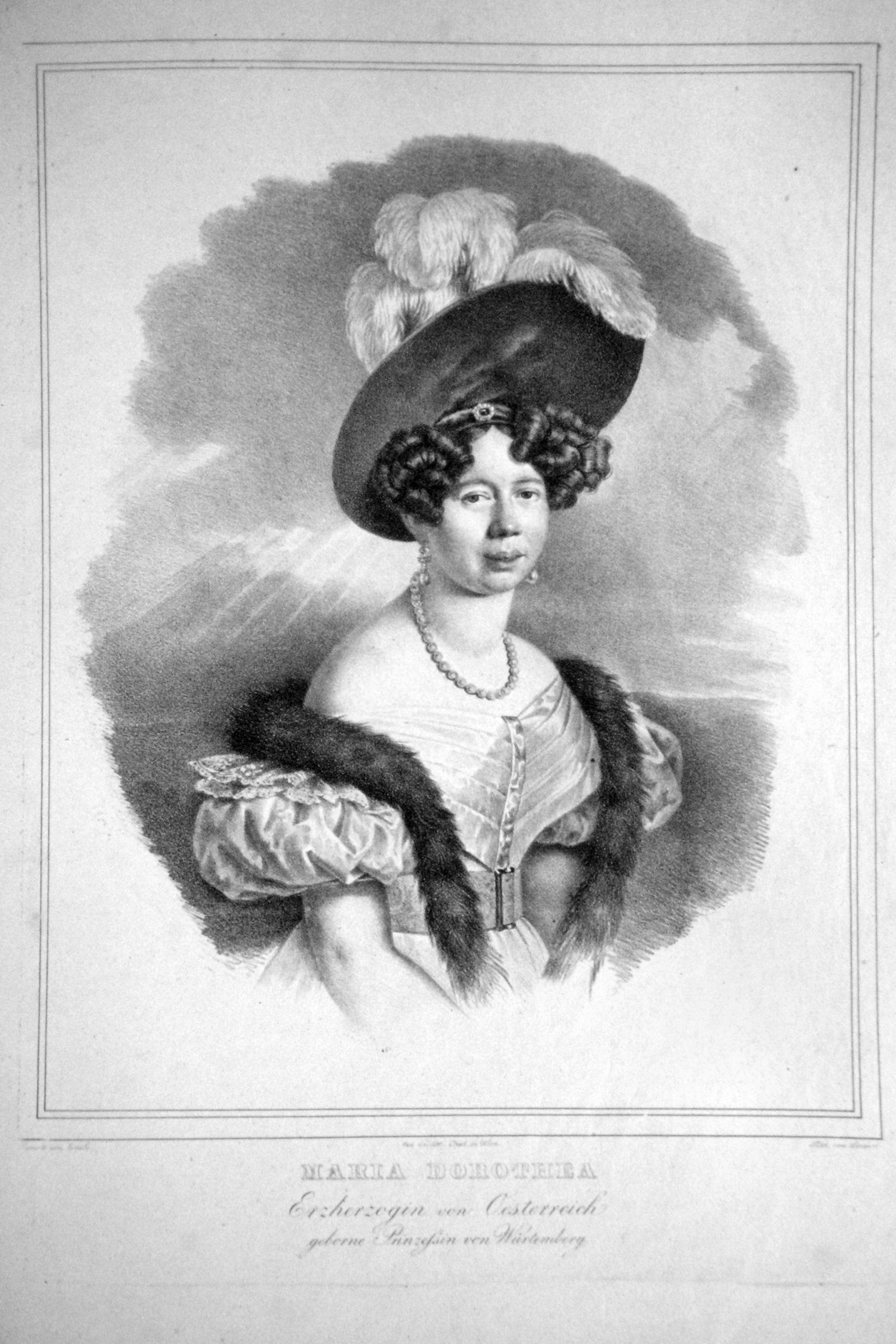
Maria Dorotea in una litografia d'epoca

Il 24 agosto 1819 sposò Giuseppe d'Asburgo-Lorena, figlio di Leopoldo II d'Asburgo-Lorena e dell'Infanta Maria Ludovica di Borbone-Spagna. Giuseppe era già vedovo due volte: della granduchessa Aleksandra Pavlovna Romanova e della principessa Erminia di Anhalt-Bernburg-Schaumburg-Hoym, entrambe morte per febbre puerperale. Ebbero cinque figli:
- Francesca Maria Elisabetta (1820);
- Alessandro Leopoldo (1825–1837);
- Elisabetta Francesca Maria (1831–1903), sposò in prime nozze Ferdinando Carlo Vittorio d'Asburgo-Este e in seconde nozze l'arciduca Carlo Ferdinando d'Asburgo-Teschen;
- Giuseppe Carlo Luigi (1833–1905), sposò Clotilde di Sassonia-Coburgo-Kohary;
- Maria Enrichetta (1836–1902), sposò Leopoldo II del Belgio.

Il fatto che il Palatino avesse sposasse tre donne di diverse denominazioni colpì duramente la famiglia conservatrice degli Asburgo, sebbene anche suo fratello, l'arciduca Carlo d'Austria, fosse sposato con una principessa riformata, Enrichetta di Nassau-Weilburg, cugina di Maria Dorotea, che era l'unico membro protestante della famiglia degli Asburgo e fu sepolta nella Cripta dei Cappuccini a Vienna.
La famiglia arciducale risiedeva nel castello di Ofen. In accordo con la posizione del palatino, anche la donna al suo fianco aveva un ruolo estremamente importante. Poco dopo l'arrivo dei novelli sposi a Burg zu Ofen nell'ottobre 1819, a Maria Dorotea furono immediatamente affidati incarichi di rappresentanza. Ovunque è stata accolta calorosamente come la "nuova" Palatinessa. Tuttavia, Maria Dorotea non parlava ungherese. E così prese lezioni da Johann Ludwig von Schedius. La Palatinessa linguisticamente talentuosa imparò rapidamente e facilmente la lingua della sua nuova patria. A causa delle sue convinzioni pietistiche, iniziò anche a svolgere attività di beneficenza per responsabilità cristiana. Ha offerto aiuto materiale a varie istituzioni, ha istituito fondazioni di beneficenza e ha assunto il patrocinio della "Associazione di beneficenza femminile".
L'educazione dei bambini e l'educazione popolare le stavano particolarmente a cuore. La sua cura e il suo affetto speciali, ovviamente, appartenevano ai suoi correligionari evangelici luterani. Ha sostenuto la parrocchia evangelica di Pest ed è stata anche molto legata alla parrocchia evangelica di Preßburg, dove è rimasta spesso per lunghi periodi come compagna del marito durante le sessioni della Dieta ungherese. Frequentava regolarmente le funzioni nella Grande Chiesa Tedesca sulla Nonnenbahn a Presburgo e sosteneva la congregazione con generose donazioni. 
Maria Dorotea aveva anche un interesse per la letteratura ebraica e credeva nel ritorno degli ebrei in Terra santa. Era amica del rabbino Lazar Horowitz e, su sua richiesta, annullò la deportazione di centinaia di famiglie ebree da Vienna nel 1851.
Nella primavera del 1832 soggiornò nuovamente a Presburgo. Era di nuovo il momento della dieta ungherese. Durante una funzione ha ascoltato il giovane e istruito pastore Georg Bauhoferpredicazione. Maria Dorotea era così entusiasta del sermone di Bauhofer che gli mandò una raccolta di libri in dono. Per entrambi fu l'inizio di una relazione spirituale intima e duratura che iniziò a Presburgo e ebbe un significato benefico non solo per la Chiesa evangelica ungherese, ma per tutto il protestantesimo ungherese. Su sua iniziativa, Bauhofer è stata ripetutamente invitata a discussioni religiose sul Burgberg a Ofen. In questi colloqui, la Palatinessa annunciava la sua intenzione che la comunità di Ofen, numericamente ancora molto piccola, diventasse indipendente. Seguirono anni di trattative con la leadership della chiesa, che alla fine furono coronate dal successo. Bauhofer si trasferì a Ofen con la sua famiglia e poté tenere il suo sermone inaugurale il 20 ottobre 1844 sul colle del castello di Ofen.
Nel 1846, con l'aiuto del Palatino, fu possibile acquisire un appezzamento di terreno sul Burgberg zu Ofen per la costruzione della prima chiesa evangelica a Ofen. Nel 1847 questa proprietà poté essere edificata con una piccola chiesa, una scuola e una canonica. Questa chiesa del castello in stile impero ha servito per quasi 50 anni la piccola parrocchia protestante di Ofen, inizialmente puramente tedesca. Nel 1896 la congregazione si trasferì nell'attuale sede, nella nuova chiesa luterana di Buda in stile tardo barocco edificata nel 1896.

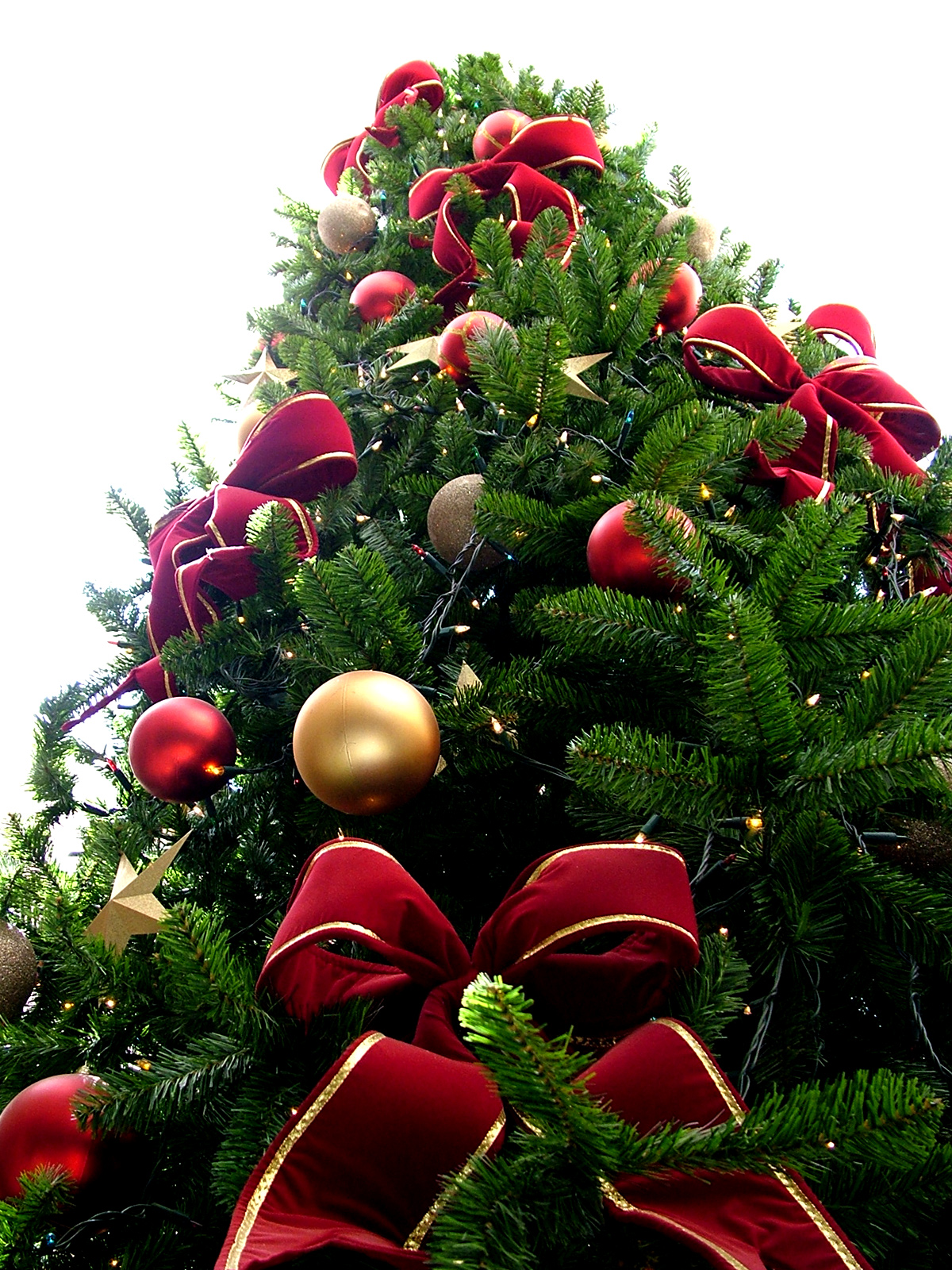
Un classico albero di Natale, introdotto in Ungheria da Dorotea

A lei si deve l'introduzione dell'albero di Natale in Ungheria, 

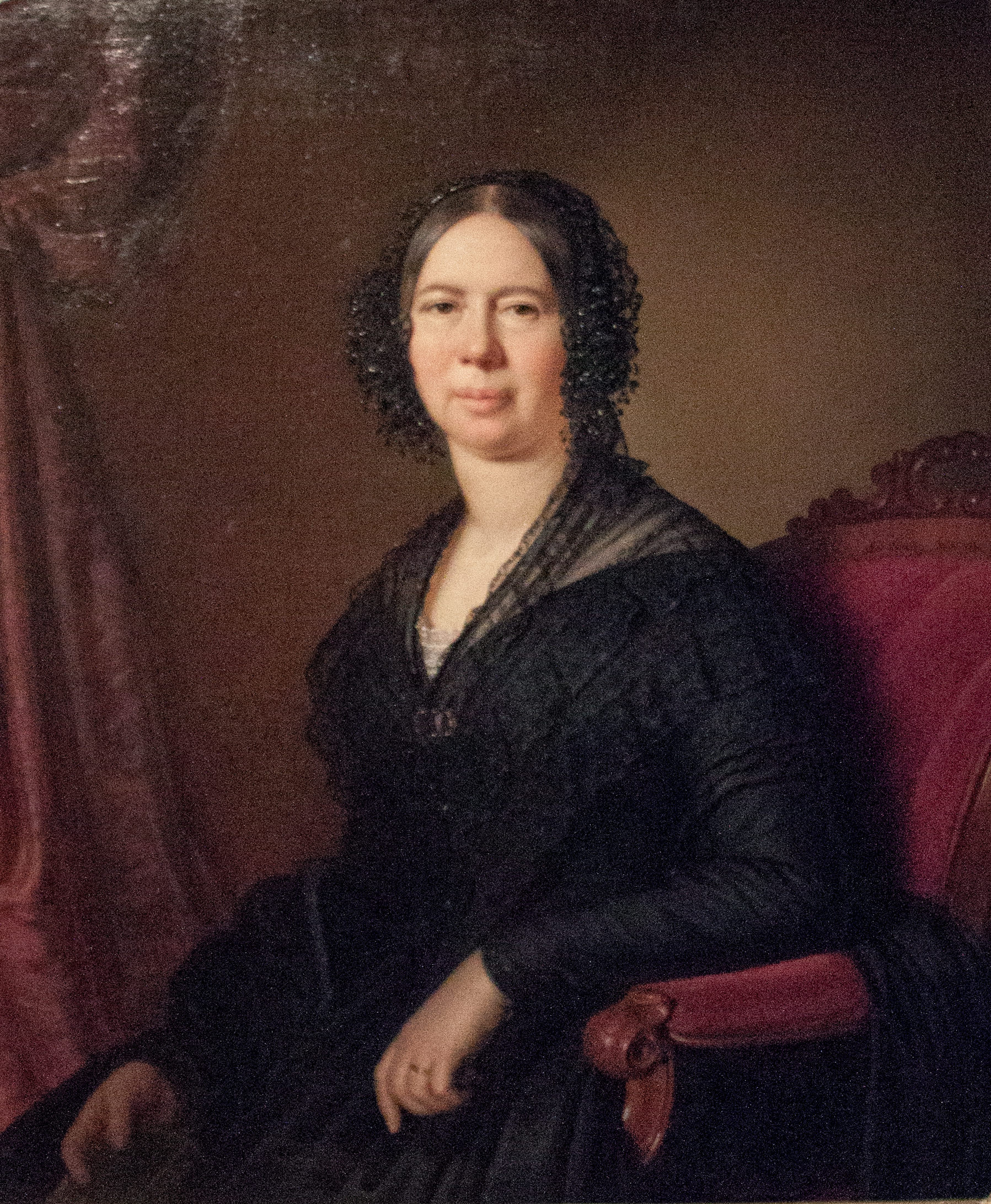
Maria Dorotea in abiti vedovili

## Morte
L'evangelica Maria Dorotea non fu riconosciuta dalla famiglia imperiale di Vienna né dai suoi membri in Ungheria, non solo per la sua appartenenza religiosa. Per i protestanti ungheresi, invece, la principessa fu un colpo di fortuna. L'arciduchessa introdusse l'albero di Natale in Ungheria nel 1819 che per lungo tempo fu chiamato  Dorotheenbaum, letteralmente l'albero di Dorotea.
Nel 1847, dopo la morte del marito, dovette lasciare l'Ungheria con le figlie, mentre fu privata della custodia dell'educazione di suo figlio Giuseppe. Il suo desiderio di rimanere in Ungheria fu respinto dal nipote, l'imperatore Ferdinando I, contrariamente al contratto di matrimonio concordato. Fu esiliata a Vienna, per così dire, con il suo luogo di residenza assegnato nel Palais Augarten, probabilmente anche per la loro fede evangelica consapevolmente praticata. Già il 25 gennaio Georg Bauhofer e la piccola congregazione evangelica di Ofen salutarono la piangente Palatinessa. Ma anche a Vienna rimase la “persona luterana”, leggendo quotidianamente il libro per lei più importante, le Sacre Scritture. Rimase in costante corrispondenza con i suoi confidenti, ma soprattutto con Bauhofer e con il primo parroco della parrocchia ungherese di Pest, fondata nel 1837, Joseph Székács. Questo è stato seguito da visite a Ofen, alcune in incognito, alcune legali. Quindi è stata una gioia straordinaria per Palatinessa poter partecipare ai festeggiamenti per l'inaugurazione della nuova chiesa evangelica di Ofen.
Negli ultimi anni della sua vita intorno a Maria Dorothea si fece silenzio. Si dedicò alla sua famiglia. Nel 1855 visitò sua figlia Elisabetta a Ofen, dove si ammalò e morì improvvisamente il 30 marzo a causa di un ictus. Aveva 58 anni. I funerali si svolsero il 4 aprile e fu sepolta nella cripta palatina del castello di Ofen al fianco del marito. La preghiera di addio è stata recitata dal pastore Michael Lang e il rettore della corte cattolica romana Scholz ha eseguito la benedizione, mentre le campane di tutte le chiese protestanti hanno suonato in tutta l'Ungheria. 

## Ascendenza
|                                              |                                            |                                                      | Genitori                                            |  |  | Nonni |  |  | Bisnonni                          |  |  | Trisnonni                               |  |
|                                              |                                            |                                                      |                                                     |  |  |       |  |  | Carlo I Alessandro di Württemberg |  |  | Federico Carlo di Württemberg-Winnental |  |
|                                              |                                            |                                                      |                                                     |  |  |       |  |  | Carlo I Alessandro di Württemberg |  |  | Federico Carlo di Württemberg-Winnental |  |
|                                              |                                            | Eleonora Giuliana di Brandeburgo-Ansbach             |                                                     |  |  |       |  |  | Carlo I Alessandro di Württemberg |  |  |                                         |  |
| Federico II Eugenio di Württemberg           |                                            |                                                      |                                                     |  |  |       |  |  | Carlo I Alessandro di Württemberg |  |  |                                         |  |
|                                              |                                            | Maria Augusta di Thurn und Taxis                     | Anselmo Francesco di Thurn und Taxis                |  |  |       |  |  |                                   |  |  |                                         |  |
|                                              |                                            | Maria Augusta di Thurn und Taxis                     | Anselmo Francesco di Thurn und Taxis                |  |  |       |  |  |                                   |  |  |                                         |  |
|                                              |                                            | Maria Augusta di Thurn und Taxis                     | Maria Ludovica Anna di Lobkowicz                    |  |  |       |  |  |                                   |  |  |                                         |  |
| Ludovico di Württemberg                      |                                            | Maria Augusta di Thurn und Taxis                     |                                                     |  |  |       |  |  |                                   |  |  |                                         |  |
|                                              |                                            | Federico Guglielmo, Margravio di Brandeburgo-Schwedt | Filippo Guglielmo, Margravio di Brandeburgo-Schwedt |  |  |       |  |  |                                   |  |  |                                         |  |
|                                              |                                            | Federico Guglielmo, Margravio di Brandeburgo-Schwedt | Filippo Guglielmo, Margravio di Brandeburgo-Schwedt |  |  |       |  |  |                                   |  |  |                                         |  |
|                                              |                                            | Federico Guglielmo, Margravio di Brandeburgo-Schwedt | Principessa Giovanna Carlotta di Anhalt-Dessau      |  |  |       |  |  |                                   |  |  |                                         |  |
| Federica Dorotea di Brandeburgo-Schwedt      |                                            | Federico Guglielmo, Margravio di Brandeburgo-Schwedt |                                                     |  |  |       |  |  |                                   |  |  |                                         |  |
|                                              |                                            | Sofia Dorotea di Prussia                             | Federico Guglielmo I di Prussia                     |  |  |       |  |  |                                   |  |  |                                         |  |
|                                              |                                            | Sofia Dorotea di Prussia                             | Federico Guglielmo I di Prussia                     |  |  |       |  |  |                                   |  |  |                                         |  |
|                                              |                                            | Sofia Dorotea di Prussia                             | Sofia Dorotea di Hannover                           |  |  |       |  |  |                                   |  |  |                                         |  |
| Duchessa Maria Dorotea di Württemberg        |                                            | Sofia Dorotea di Prussia                             |                                                     |  |  |       |  |  |                                   |  |  |                                         |  |
|                                              | Carlo Augusto, Principe di Nassau-Weilburg | Giovanni Ernesto, Conte di Nassau-Weilburg           |                                                     |  |  |       |  |  |                                   |  |  |                                         |  |
|                                              | Carlo Augusto, Principe di Nassau-Weilburg | Giovanni Ernesto, Conte di Nassau-Weilburg           |                                                     |  |  |       |  |  |                                   |  |  |                                         |  |
|                                              | Carlo Augusto, Principe di Nassau-Weilburg | Maria Polissena di Leiningen-Hartsburg               |                                                     |  |  |       |  |  |                                   |  |  |                                         |  |
| Carlo Cristiano, Principe di Nassau-Weilburg | Carlo Augusto, Principe di Nassau-Weilburg |                                                      |                                                     |  |  |       |  |  |                                   |  |  |                                         |  |
|                                              |                                            | Augusta Federica Guglielmina di Nassau-Idstein       | Giorgio Augusto, Conte di Nassau-Idstein            |  |  |       |  |  |                                   |  |  |                                         |  |
|                                              |                                            | Augusta Federica Guglielmina di Nassau-Idstein       | Giorgio Augusto, Conte di Nassau-Idstein            |  |  |       |  |  |                                   |  |  |                                         |  |
|                                              |                                            | Augusta Federica Guglielmina di Nassau-Idstein       | Enrichetta Dorotea di Oettingen-Oettingen           |  |  |       |  |  |                                   |  |  |                                         |  |
| Principessa Enrichetta di Nassau-Weilburg    |                                            | Augusta Federica Guglielmina di Nassau-Idstein       |                                                     |  |  |       |  |  |                                   |  |  |                                         |  |
|                                              |                                            | Guglielmo IV, Principe d'Orange                      | Giovanni Guglielmo Friso, Principe d'Orange         |  |  |       |  |  |                                   |  |  |                                         |  |
|                                              |                                            | Guglielmo IV, Principe d'Orange                      | Giovanni Guglielmo Friso, Principe d'Orange         |  |  |       |  |  |                                   |  |  |                                         |  |
|                                              |                                            | Guglielmo IV, Principe d'Orange                      | Langravia Maria Luisa d'Assia-Kassel                |  |  |       |  |  |                                   |  |  |                                         |  |
| Principessa Carolina d'Orange-Nassau         |                                            | Guglielmo IV, Principe d'Orange                      |                                                     |  |  |       |  |  |                                   |  |  |                                         |  |
|                                              |                                            | Anna, Principessa Reale                              | Giorgio II di Gran Bretagna                         |  |  |       |  |  |                                   |  |  |                                         |  |
|                                              |                                            | Anna, Principessa Reale                              | Giorgio II di Gran Bretagna                         |  |  |       |  |  |                                   |  |  |                                         |  |
|                                              |                                            | Anna, Principessa Reale                              | Carolina di Ansbach                                 |  |  |       |  |  |                                   |  |  |                                         |  |
|                                              |                                            | Anna, Principessa Reale                              |                                                     |  |  |       |  |  |                                   |  |  |                                         |  |